# Guapa loca
Guapa loca è un singolo dell'album del 1999 Xché sì degli Articolo 31.
Il singolo ha visto la partecipazione vocale di Carmelo Saenz Mendoza, che era anche l'autore del brano originale al quale gli Articolo 31 si sono rifatti.

## Tracce
1. Guapa Loca feat. Carmelo Saenz Mendoza (Alex Martini Remix)
2. Tu mi fai cantare feat. Paolo Brera (Fausto Cogliati Remix)
3. Guapa Loca (Alex Martini Latin Dub Remix)
4. Tu mi fai cantare (Fausto Cogliati Instrumental Remix)